# محافظة فانغ نغا
محافظة فانغ نغا (بالتايلاندية:พังงา) و (بالإنجليزية:Phang Nga) هي واحدة من محافظات تايلاند الخمس والسبعين تجاور محافظة رانونج ومحافظة سورات ثاني ومحافظة كرابي وتقع بالقرب من جزيرة بوكيت .

## التاريخ
في عهد راما الثاني تم احتلال جميع المناطق المجاورة للمحافظة بما في ذلك بوكيت من قبل الجيش بورما وهرب الكثير من الناس وفي عام 1824 هزمت القوات التايلاندية الجيش البورمي واستعادة المناطق المجاورة في عهد راما الثالث .

## الجغرافيا
هي واحدة من المحافظات الجنوبية لمملكة تايلاند وتقع علي شاطئ بحر اندامان وتبلغ مساحتها 4,170 كيلومترا مربعا و المحافظة تبعد 788 كيلومترا عن العاصمة بانكوك والكثير من الجزر تقع في خليج بان ناه .

## النقل
- لاتوجد أي شبكة سكك حديد في محافظة فانغ نغا
- يربط الطريق السريع رقم 401 وفانج-نجا إلى «سورات ثاني».
- يربط الطريق السريع رقم 402 وفانج-نجا بمقاطعة بوكيت.
- يربط الطريق السريع رقم 4090 موانغ بمقاطعة كابونج.
- لايوجد أي مطار في محافظة فانغ نغا اقرب مطار هو مطار بوكيت الدولي

## المعالم
أهم المعالم في محافظة فانغ نفا جزيرة جيمس بوند والتي تسمي كو تابو

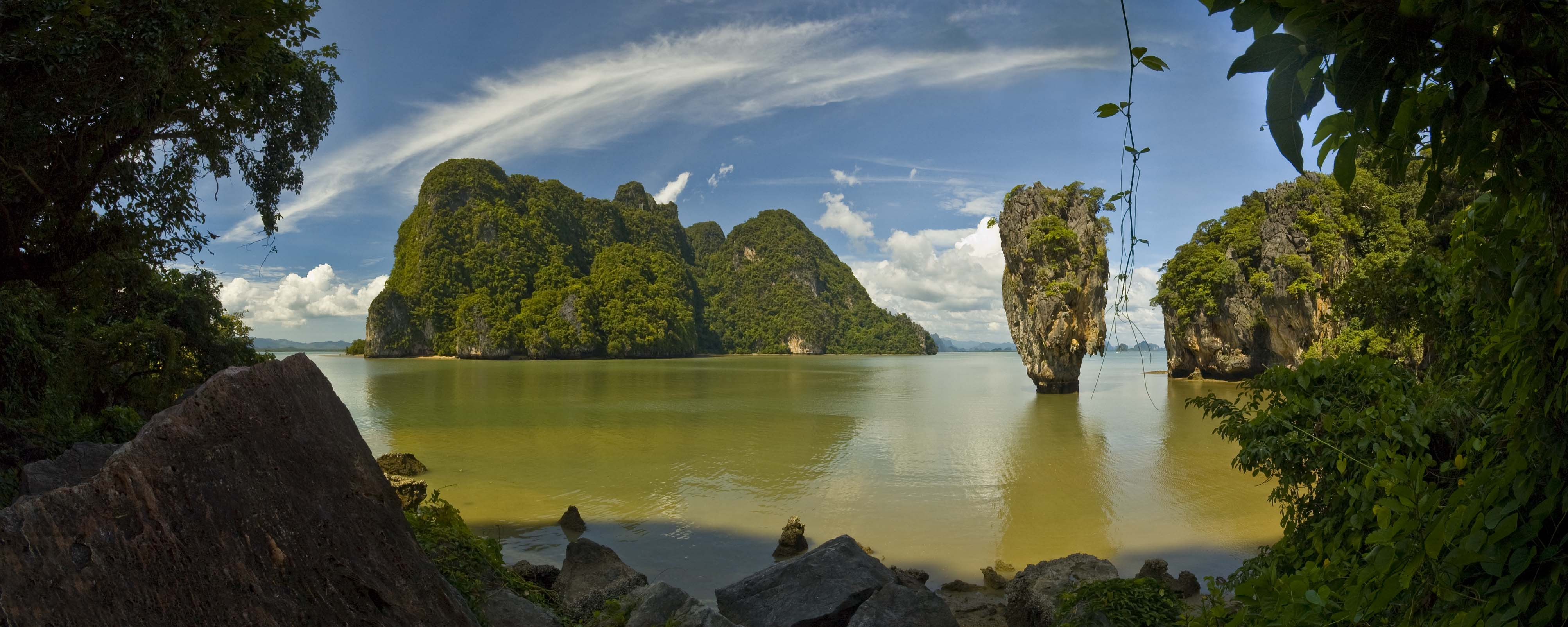
منظرا من جزيرة كو تابو المسمية جزيرة جيمس بوند

## التقسيمات الادارية
تنقسم المحافظة الي 8 مقاطعات رئيسية والتي تنقسم بدورها إلى 48 بلدية و 314 قرية.
| 1. موينج فانجنجا 2. كو ياو 3. كابونج 4. لقي تاكوا | 1. تاكاي با 2. بوري خورى 3. تاب بيت 4. تاي موينج |